# هاریسبورگ (ایندیانا)
هاریسبورگ (به انگلیسی: Harrisburg) یک منطقهٔ مسکونی در ایالات متحده آمریکا است که در شهرستان فایت، ایندیانا واقع شده‌است. هاریسبورگ ۳۰۶٫۹۴ متر بالاتر از سطح دریا واقع شده‌است.